# Джулиус Хибберт
Джулиус Хибберт (англ. Dr. Julius M. Hibbert) (более известный как Доктор Хибберт) — вымышленный герой, персонаж мультсериала «Симпсоны». Врач спрингфилдской больницы, семейный доктор Симпсонов. Озвучен Гарри Ширером; любопытно, что второе имя Ширера — Джулиус.
Две характерные черты доктора Хибберта, превратившиеся в повторяющиеся шутки мультсериала, — это его беспричинное хихиканье и частая смена имиджа в прошлом: в воспоминаниях Симпсонов о прошлом он появляется с различными необычными причёсками, характерными для представителей самых разных национальностей, конфессий и субкультур.
Имя Хибберту дал Джей Коген, назвав его в честь своей подруги Джулии Хибберт — первоначально доктор задумывался как женский персонаж. Дизайн персонажа разработал Мэтт Грейнинг совместно с Сэмом Саймоном.

## Биография
Персонаж был создан как пародия на доктора Клиффа Хакстэбла из «The Cosby Show» на NBC; как и Хакстэбл, Хибберт часто носит некрасивые свитера.
Джулиус Хибберт является одним из персонажей-афроамериканцев наряду с Карлом Карлсоном, Дредериком Татумом, судьёй Роем Снайдером и офицером полиции Лу. Он посещает церковь для чернокожих («Milhouse of Sand and Fog»), где с увлечением поёт госпелы.
Окончил медицинский факультет Университета Джонса Хопкинса. Чтобы оплачивать учёбу, подрабатывал стриптизёром под псевдонимом Малколм Секс (отсылка к имени Малколм Икс), позднее он вёл класс стриптиза в спрингфилдском центре образования для взрослых («C.E. D'oh»).
Является членом спрингфилдского отделения Менсы. Помимо спрингфилдской больницы он принимает пациентов в психиатрической больнице «Калмвуд». В отличие от доктора Ника, Хибберт — компетентный врач, почти всегда он даёт своим пациентам объективные рекомендации: к примеру, он категорически отказался помочь Гомеру потолстеть, чтобы стать инвалидом («King-Size Homer»), а также убеждал Барта не становиться каскадером («Bart the Daredevil»); тем не менее, некоторые детали указывают на то, что Хибберту присущи определённая циничность и чрезмерная забота о собственной выгоде, кроме того, и его компетентность иногда подвергается сомнению. Ниже приведены некоторые случаи.
- Когда Барт временно потерял слух после прививки, доктор Хибберт обманом вынудил Гомера подписать документ об отсутствии претензий («Bart-Mangled Banner»).
- Возможно, у него нет лицензии на медицинскую практику («Wild Barts Can’t Be Broken»).
- Колол Гомеру морфий по его просьбе («Children of a Lesser Clod»).
- Когда Мардж отговорила его от покупки дома («Realty Bites»), он сказал, что выпишет ей любой рецепт, который она попросит.
- В серии «Don't Fear the Roofer» ударил Гомера колотушкой по голове, варварски лечил его и обманом заставил Мардж отказаться от претензий.
- Когда Мардж Симпсон ждала третьего незапланированного ребёнка («And Maggie Makes Three»), он сказал, что за здорового ребёнка можно выручить $60.000, хотя и заявил, что это был просто тест, когда Мардж ужаснулась.
- Отказался извлечь цветок из головы Гомера, мотивируя это тем, что он доктор, а не садовник («D'oh-in in the Wind»)
- В серии «Bye Bye Nerdie» жаловался на бизнес Гомера Симпсона по защите детей, так как это могло привести его к банкротству.
- Сказал, что аортокоронарное шунтирование для Гомера будет стоить $30.000, и когда от этой новости у Симпсона снова случился инфаркт, не стал помогать ему, а только увеличил цену ещё на $10.000.
- Ради денег снимался в рекламе фармацевтической компании Pfizer («The Last Temptation of Homer»).

Своих пациентов он часто разыгрывает, а также даёт им брошюры с названиями наподобие «Итак, вы погубили свою жизнь.» (дал Мардж, когда она узнала, что беременна Бартом) или «Итак, вы собираетесь умереть.» (когда Гомер съел ядовитую рыбу фугу). Известна цитата Хибберта: «Вам осталось жить 24 часа. Хорошо, 22. Извините, что заставляю вас ждать так долго».
Владеет пуделем по кличке Роза Баркс (отсылка к имени борца за права афроамериканцев Розы Паркс). Когда у собаки появились щенки от Маленького Помощника Санта-Клауса, он отдал их на попечение Симпсонам, и Барту c Лизой пришлось ходить по домам и раздавать щенков горожанам. Щенков взяли Красти, садовник Вилли, Змей Джейлбёрд и другие.
Имеет водительские права, ездит на разных машинах: на зелёном Mercedes-Benz G500 он сбил Снежинку Вторую в серии «I, D'oh-Bot»; в «Bart's Girlfriend» упомянул, что оставил ключи от своего «Порше» внутри пациента; в «My Sister, My Sitter» вёл серебристый Volvo 850; в серии «Wild Barts Can’t Be Broken» он и его семья используют в качестве средства передвижения мотоциклы.
По политическим убеждениям — республиканец; его можно увидеть на собраниях республиканской партии вместе с мистером Бёрнсом, Красти, Богатым Техасцем и Райнером Вульфкаслом.
Занимается дзюдо («My Sister, My Sitter»), имеет красный пояс.
Привык к сладостям, что можно увидеть в серии «Sweets and Sour Marge».

### Семья

Джулиус и Бернис Хибберты

У Джулиуса Хибберта есть давно потерянный брат-близнец, директор шелбивилльского детского приюта («Oh Brother, Where Art Thou?»), все попытки которого найти брата остались безуспешными, так как Гомер не обратил внимания на слова директора. Также его потерянным братом возможно был Мерфи Кровавые Дёсны — об этом говорит диалог: 
 — Хибберт: «Я никогда не видел своего брата, он, вроде, джазовый музыкант…»
 — Мерфи: «А я никогда не видел своего — он, вроде, доктор и всё время хихикает без причины...»
(«'Round Springfield»).
Хибберт женат на афроамериканке Бернис (это имя впервые было упомянуто в «Homer vs. The Eighteenth Amendment» и используется в дальнейшем; в более ранних эпизодах жену Хибберта называли Сильвией), которая очень похожа на него и внешностью и поведением: она даже смеётся так же, как и Джулиус. У них как минимум трое детей. Бернис, возможно, имеет пристрастие к алкоголю: она упала в обморок, когда узнала о введении «сухого закона» в Спрингфилде («Homer vs. The Eighteenth Amendment»); кроме того, мы видим её на собрании общества анонимных алкоголиков в серии «Days of Wine and D'oh'ses».

## Сравнение с Ником Ривьерой
В 1998 году в журнале Канадской медицинской ассоциации (Canadian Medical Association Journal) было опубликовано шутливое сравнение доктора Хибберта и доктора Ника. Хотя компетентность Хибберта была подчёркнута в этой статье, он был назван неэкономным врачом, в то время, как доктора Ника признали моделью врача XXI века за его потакание желаниям пациентов за разумные цены.

## Отзывы
Доктор Хибберт занял 8 место из 10 лучших персонажей Гарри Ширера по версии издания Rolling Stone, уступив Монтгомери Бернсу, но обойдя Кента Брокмана. Рецензент назвал персонажа «добродушным» («даже слишком добродушным») и отметил его склонность к хихиканью, сочетающуюся, однако, с серьёзными умозаключениями — это касалось, в частности, его замечаний о «синдроме Гомера Симпсона» и о Барте на сонограмме Мардж. Сайт WhatCulture отметил, что Хибберт является «наиболее компетентным врачом Спрингфилда», который очень серьёзно относится к своей работе. Критики так же отметили его склонность к смеху и шуткам в неподходящий момент.
Некоторые авторы указывают, что в «Симпсонах» у мужчин гендерная роль и идентичность связаны с профессиональной деятельностью в большей степени, нежели у женщин. Поэтому к фамилиям мужских персонажей часто (но не всегда) добавляется профессия (доктор Хибберт, директор Скиннер, преподобный Лавджой и др.), в то время как женские персонажи упоминаются в основном как «мисс» или «миссис», без указания профессии.